# نقطه سر خط
نقطه سر خط سریالی به کارگردانی سعید آقاخانی محصول سال ۱۳۹۰ شبکه سه سیمای جمهوری اسلامی ایران است.

## داستان
سریال دربارهٔ کارمندی است که بعد از مدت‌ها تقاضای وام او مورد موافقت قرار می‌گیرد، اما همزمان حکم بازنشستگی‌اش صادر می‌شود و این مسئله، ماجراهایی را برای شخصیت‌های داستان به وجود می‌آورد.

## بازیگران
- حمید لولایی «صمد قیصری»(نقش اصلی)
- مریم سعادت «گندم»(همسر صمد)
- علی صادقی «فریبرز قیصری»(پسر صمد)
- غلامرضا نیکخواه «سیروس»(دوست خانوادگی صمد)
- افسانه ناصری «هما»(همسر سیروس)
- مونا بیگی «فریبا قیصری»(دختر صمد)
- مهدیه تقی‌پور «فرشته قیصری»(دختر صمد)
- کریم قربانی «سیفی»(برادرزن سیروس)
- اشکان اشتیاق «کیوان(پسر سیروس)»
- مرجانه گلچین «روح انگیز دلشاد(خانم دلشاد،)»
- خشایار راد «برادر روح انگیز دلشاد (دارکوب)»
- فرزاد حاتمیان «سینا(پسر ملکی)»(خواستگار فریبا)
- بهشاد شریفیان «چنگیز(دوست صمد)»
- فتح الله طاهری «ملکی»(پدر سینا)
- داریوش سلیمی «مجنون»(صاحب ساختمان صمد)
- یوسف قربانی «عموی روح انگیز دلشاد»
- اصغر حیدری «پژمان»
- اکبر وارث

## عوامل تولید
مدیر تصویربرداری: حسن زارعی، حسین ناظریان
دستیاران تصویربرداری: حمید خمیس آبادی، نیما شاعری، محسن زهی، اکبر مشکینی، پارسا مجد
طراح صحنه: قاسم ترکاشوند